# Lijst van isomeren van nonaan
Deze lijst bevat de structuurisomeren van nonaan, 35 in totaal, 56 als de verschillende stereo-isomeren meegeteld worden. Achter de namen is aangegeven of stereo-isomeren mogelijk zijn.

## Lineaire keten
- Nonaan

## Octaan
- 2-Methyloctaan
- 3-Methyloctaan - 3R- en 3S-vorm
- 4-Methyloctaan - 4R- en 4S-vorm

## Heptaan

### Dimethyl
- 2,2-Dimethylheptaan
- 2,3-Dimethylheptaan - 3R- en 3S-vorm
- 2,4-Dimethylheptaan - 4R- en 4S-vorm
- 2,5-Dimethylheptaan - 5R- en 5S-vorm
- 2,6-Dimethylheptaan
- 3,3-Dimethylheptaan
- 3,4-Dimethylheptaan - 3R4R-, 3R4S-, 3S4R- en 3S4S-vorm
- 3,5-Dimethylheptaan - 3R5R-, 3R5S-, 3S5R- en 3R5S-vorm
- 4,4-Dimethylheptaan

### Ethyl
- 3-Ethylheptaan
- 4-Ethylheptaan

## Hexaan

### Trimethyl
- 2,2,3-Trimethylhexaan - 3R- en 3S-vorm
- 2,2,4-Trimethylhexaan - 4R- en 4S-vorm
- 2,2,5-Trimethylhexaan
- 2,3,3-Trimethylhexaan
- 2,3,4-Trimethylhexaan - 3R4R- 3R4S-, 3S4R- en 3S4S-vorm
- 2,3,5-Trimethylhexaan - 3R- en 3S-vorm
- 2,4,4-Trimethylhexaan
- 3,3,4-Trimethylhexaan - 4R- en 4S-vorm

### Methyl+Ethyl
- 3-Ethyl-2-methylhexaan - 3R- en 3S-vorm
- 4-Ethyl-2-methylhexaan
- 3-Ethyl-3-methylhexaan
- 3-Ethyl-4-methylhexaan - 4R- en 4S-vorm

## Pentaan

### Tetramethyl
- 2,2,3,3-Tetramethylpentaan
- 2,2,3,4-Tetramethylpentaan - 3R4R-, 3R4S-, 3S4R- en 3S4S-vorm
- 2,2,4,4-Tetramethylpentaan
- 2,3,3,4-Tetramethylpentaan - 4R- en 4S-vorm

### Dimethyl+Ethyl
- 3-Ethyl-2,2-dimethylpentaan
- 3-Ethyl-2,3-dimethylpentaan
- 3-Ethyl-2,4-dimethylpentaan

### Diethyl
- 3,3-Diethylpentaan